# 奇博克女学生遭绑架事件
奇博克女学生遭绑架事件发生在2014年4月14日到4月15日夜间，尼日利亚博尔诺州奇博克镇官立中学（Goverment Secondary School）276名女学生被绑架。大本营设在尼日利亚东北部的极端主义恐怖组织博科圣地声称对绑架负责。接下来的几个月内，57名女生设法逃脱，部分人曾在国际人权会议上親述自己的遭遇。
自那时起各种场合都表达了剩下219名女生能获释的愿望。新闻媒体报道称博科圣地希望利用女生作为谈判棋子，交换该组织一些在押的指挥官。2016年5月，其中一名失踪的女生阿米娜·阿里（Amina Ali）被发现。她声称剩下的女生还在绑架地点，但有6个人死亡。该周晚些时候，又有一名女生被寻获，但家长们表达了她的名字不在最初失踪者名单上的疑惑。

## 背景
激进组织博科圣地反对尼日利亚“西化”，将其视为该国犯罪行为的祸根。而该组织制造的多起袭击事件造成成千上万的民众遇害，尼日利亚联邦政府于2013年5月曾宣布博尔诺州进入紧急状态，以打击该地的叛乱分子。数百名叛乱分子被捕或被杀，餘下的叛亂分子逃向山区，并向平民發動襲撃。这场稳定国家的运动未有達成目標，另一方面，法国在马里的军事行动将博科圣地和基地组织恐怖分子赶进尼日利亚。
自2010年以来，博科圣地有针对性在学校策划恐怖袭击，杀死数百名学生。该组织的发言人扬言，只要尼日利亚政府敢干涉伊斯兰教传统教育，突如而来的袭击就会持续下去，这使得10000名儿童因恐怖活动而无法入学。博科圣地还将无法接受教育的女孩绑架，强制她们当厨师或性奴。
博科圣地的袭击在2014年愈演愈烈。2月份，该组织在多伦巴嘎及伊格兹村砍杀100名信奉基督教村民。同月，尼日利亚东北部联邦政府学院袭击导致59名学生遇害。本次绑架案系发生在造成至少88人死亡的阿布贾爆炸袭击的同一天。截至2014年，该组织策划袭击造成近4000人死亡。伊斯兰马格里布基地组织和基地组织阿拉伯半岛分支向博科圣地提供培训，帮助博科圣地加紧袭击步伐。

## 绑架过程

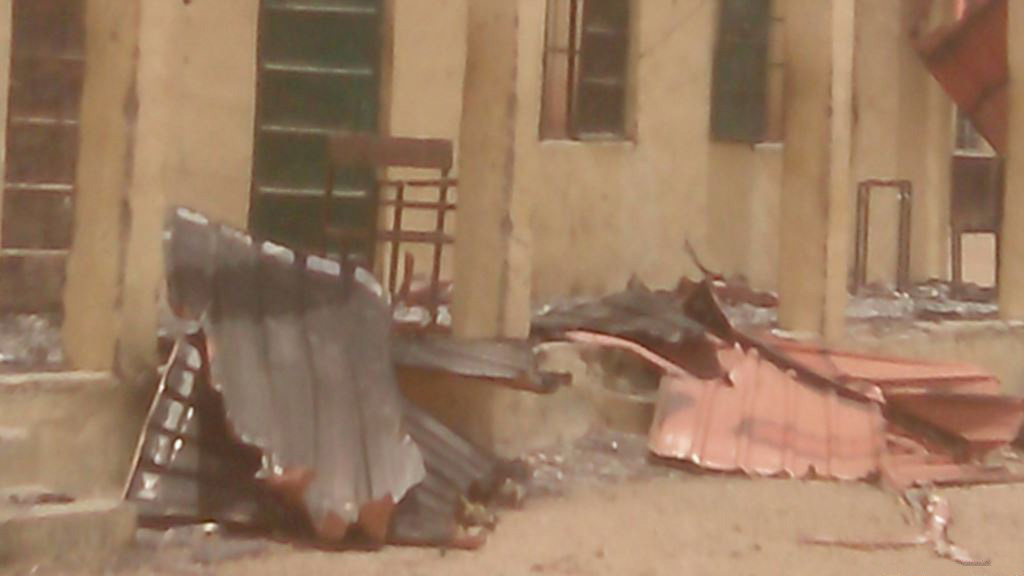
学校受损

2014年4月14日到4月15日晚，一队武装分子袭击了尼日利亚奇博克的官立女子中学（Government Girls Secondary School）。他们假扮成警卫闯入学校，让女孩们跟他们出去。大量学生被卡车载走，可能进入了博科圣地设要塞大本营的撒比萨森林孔杜加地区。奇博克镇的房子也在事件中被烧毁。袭击发生前四个星期，学校曾鉴于安全局势恶化关闭了学校，但多间学校的学生被召前来参加物理课的期末考试。
来自多个村庄的530名学生报名参加了高中会考，但袭击发生时在场学生的人数还不明确。学生年龄在16岁到18岁左右，都是毕业生。最初的报道称有85名学生在袭击中被绑架。但到了4月19日到20日周末，军方发表声明表示129名被绑女生中，已有100多名获释。然而，声明于4月21日收回，家长表示有234名女生失踪 。许多从两组绑匪手中逃脱。警方表示，大约276名孩子在袭击中被带走，截至5月2日，已有53人逃脱。另有报道称被绑女生共329名，有53名逃脱，276人仍然下落不明。
国际特赦组织表示尼日利亚军方曾接到提前四小时的绑架预警，但没有派出援兵保护学校。尼日利亚军方证实了这一说法，但他们表示军队需要防守的地方太多，无法调动增援。伦敦大学国王学院教授乔纳森·N·C·希尔（Jonathan N.C. Hill）指出，博科圣地组织绑架这些女孩，是受了伊斯兰马格里布基地组织与日俱增的影响，并声称该组织的目标是利用女童和年轻妇女作为性对象，充当恐吓平民不反抗的手段。希尔表示袭击类似于阿尔及利亚上世纪90年代和21世纪初的绑架案。

## 后续

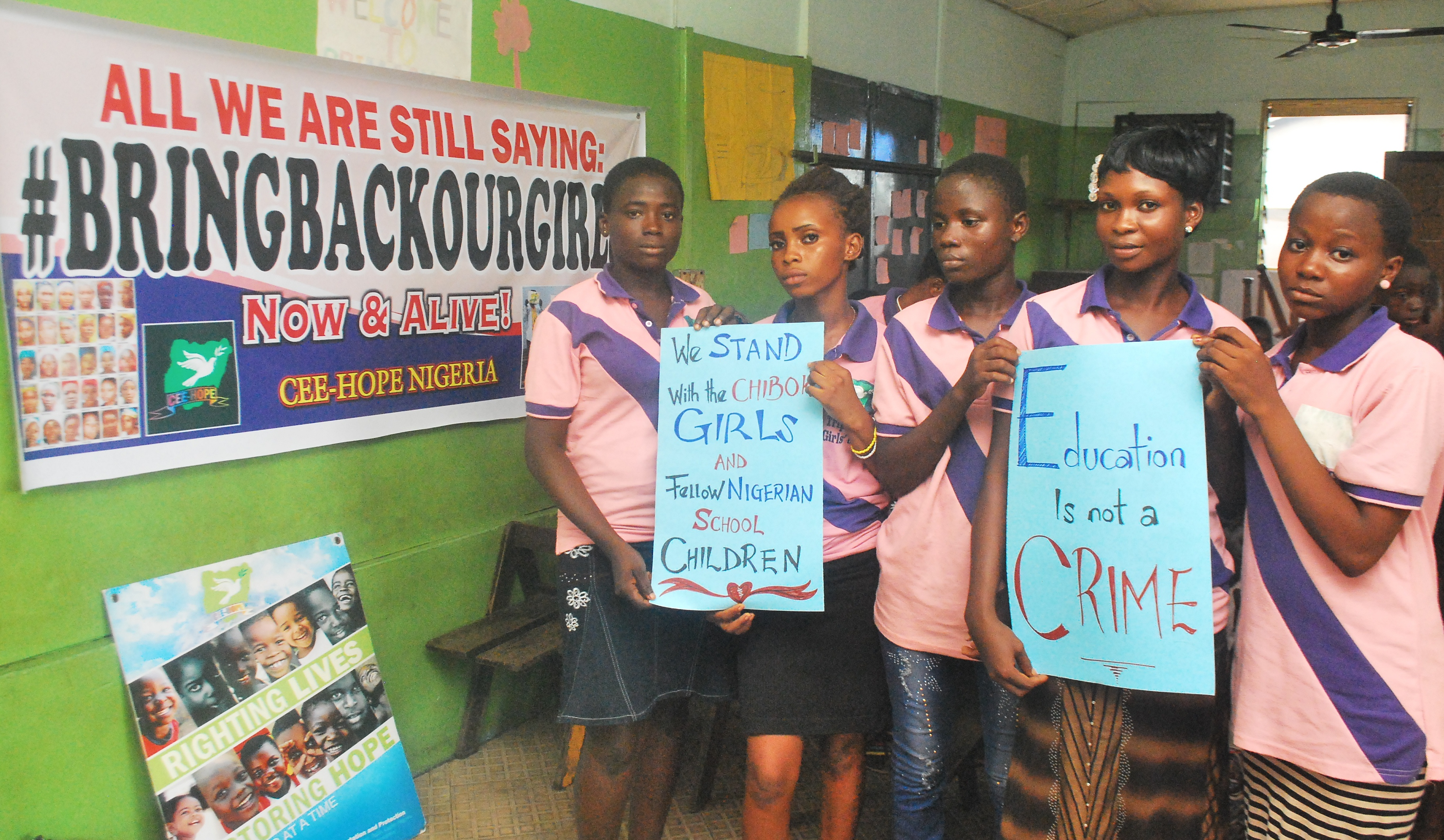
尼日利亚CEE-HOPE组织举办活动纪念带我们的女孩回来活动一周年

非穆斯林学生被迫皈依伊斯兰教。每位女生以所谓的2000奈拉（约合12.5美元、7.5欧元）“聘礼”被迫嫁给博科圣地分子。许多学生被带到邻国乍得和喀麦隆，有学生与武装分子穿越边境的目击报告，住在撒比萨森林附近的村民也目击到学生。森林被认为是博科圣地的避难所。当地居民在尼日利亚东北部联系人的帮助下，已追踪到学生的移动路径。
2014年5月2日，警方表示他们还不清楚被绑学生的确切人数。鉴于学生记录在袭击中受损，他们要求家长提供文件，以制作官方统计数据。5月4日，尼日利亚总统古德勒克·乔纳森首次就绑架事件公开讲话，他表示政府正想尽一切办法寻找失踪的女生。同时，他指责父母不向警方提供关于他们失踪孩子的充分资料。
5月5日，博科圣地领导人阿布巴卡尔·谢考在一段视频声称对发生的绑架事件负责。谢考表示：“真主给我指示要卖掉她们......我要执行祂的指令”，“我的宗教允许奴隶制”，“我要抓走人们，让她们当奴隶。”他表示，女孩们不应该上学，应该嫁人，因为女孩到了九岁就适合结婚。之后，博科圣地再度从尼日利亚东北部绑架了8名年龄在12岁到15岁之间的女生，该数目后来增至11名。奇博克是基督教徒占主导的村庄，谢考承认抓了许多不是穆斯林的女生：“女生们没有接受伊斯兰教，她们现在群聚在一起......我们会用先知穆罕默德对待他所抓异教徒的办法对待她们。”当日，附近城镇刚波鲁恩加拉在尼日利亚安全部队离开當地出发搜索被绑学生后，遭到博科圣地武装分子袭击，至少300名居民遇害。
5月9日，前博科圣地谈判代表谢胡·萨尼表示该组织希望用被绑女生交换他们在押的成员。5月11日，尼日利亚博尔诺州州长卡西姆·谢蒂马表示，他曾目击被绑女生没有穿越喀麦隆或乍得边境。5月12日，博科圣地发布视频要求换俘并展示130名被绑女生，她们均包裹着希贾布和长长的罩袍。
晚些时候在5月24日，由于总统古德勒克·乔纳森与美国、以色列、法国和英国外长在巴黎协商，达成不应向恐怖分子妥协而作交易，需要動用武力的解决方案的共识，一场以记者做中间人的确保获释女生交换100名在尼日利亚多所监狱被關押的博科圣地成員的交易因此被取消。
5月26日，尼日利亚首席国防参谋长宣布军方已定位到被绑的女生，但因担心间接伤害而没执行军方营救行动。
5月30日，据报道尼日利亚东北部巴勒（Baale）地区的民兵发现两名被强奸的受绑女生“半死不活”地绑在树上。村民表示博科圣地刚留下两个女孩，还杀害焚烧另外四个不听话的女生。223人仍下落不明。
英国尼日利亚高级专员安德鲁·波考克爵士表示，事发数月后美国天眼技术曾发现一群多达80人的女生，但没有采取行动。女孩们、一处营地和地面运输车辆的证据在撒比萨森林当地地标“生命之树”附近被发现。
6月24日，据报道博尔诺州其他地区的另外91名妇女儿童被绑架。有消息估计6月份博科圣地在尼日利亚境外的三个大本营至少有600名女生。
6月26日，华盛顿特区公关公司利维克（Levick）收到尼日利亚政府“一份价值120多万美元的合同”，让他们围绕奇博克女生绑架事件做“国际和地方媒体的公关”。
7月1日，一名涉嫌参与女学生绑架案和尼日利亚东北部一处繁忙市场爆炸案的商人被警方抓获。军方消息说，他还被控协助伊斯兰激进武装组织杀害传统领导人伊德里萨·提姆塔（Idrissa Timta）。
7月15日，博科圣地高级成员、绰号“屠夫”的扎卡里亚·穆罕默德从巴勒莫森林（Balmo Forest）附近的叛乱现场逃跑时，在达拉佐-巴斯利卡路（Darazo-Basrika Road）被捕。
10月12日，据报道最初被绑架的四名女生已逃跑，为逃命在尼日利亚走了三个星期。据称她们被关在喀麦隆的一个营地里，每天都被强奸。

### 2015年
前圣公会牧师斯蒂芬·戴维斯（Stephen Davis）成功联络三位博科圣地指挥官，他們表示有其他同黨願意釋放手上的奇博克女学生。戴維斯於2015年4月來到尼日利亚，他收到了女孩被强奸的视频证据，证明她们活着。他被告知有18人身患重病，有些人患上艾滋病。戴维斯拿到了博科圣地将释放患病少女的初步协议。有三次差點達成交易，可是每當他們準備把女孩帶到釋放地點時，就被另一组人阻止，认为可以利用她们赚钱。戴维斯最後因健康原因离开尼日利亚。戴维斯批評西方國家沒有努力營救女孩，他說定位那五或六个博科圣地主要营地並不困難，他在Google Earth上就能找到，衛星追蹤或無人飛機找不到它們是難以置信。
2015年5月，据报道尼日利亚军方已经收復大部分博科圣地此前占领的地区，包括怀疑藏有奇博克女生的撒比萨森林的许多营地。尽管有许多妇女获释，但奇博克女生的踪迹还是没找到。据称部分女生被人用每位2000奈拉的价格卖为奴隶，其他人则被强迫嫁给博科圣地战士，她们或许已遇害。博尔诺州州长卡西姆·谢蒂马怀疑女生被关在地下掩体里。

### 2016年
2016年1月，尼日利亚军方据报已救出1000名被博科圣地关押的妇女，但没有奇博克女生。
2016年4月，博科圣地发布视频，展示15名疑似被绑的奇博克女生。视频显然是在2015年12月拍摄的，女生们似乎吃得饱，毫无压力。
5月17日，其中一名女生阿米娜·阿里·尼克奇（Amina Ali Nkeki）连同她的婴儿，以及自称是他丈夫的疑似博科圣地武装分子穆罕默德·海雅图（Mohammad Hayyatu）被撒比萨森林的民間自衛隊“平民联合特遣部队”发现。三人均营养不良。她随后被带到辨认出她的部队领导者阿伯库·古奇（Aboku Gaji）的家中。她于5月19日会见了尼日利亚总统穆罕默杜·布哈里。政府官员当日宣布军方和民兵组织在5月19日的一次行動中击毙35名博科圣地武装分子，解救97名妇女和儿童，并声称其中一名妇女是奇博克女学生。然而，關注奇博克被擄女生下落的團體表示雖然这位名叫西拉·卢卡（Serah Luka）的女孩是奇博克學校的學生，不過她是在其它地方被擄走而不是2014年4月14日被擄的219名女生之一。5月21日，声称是博科圣地第二指挥官的埃米尔·穆罕默德·阿卜杜拉（Amir Muhammad Abdullahi）声称只要他们不受伤害便投降，作为交换，他们会释放包括奇博克女学生在内的人质。不过他这样说奇博克女生：“......坦率地说，她们只有三分之一活了下来，剩下的都牺牲了。”
8月，博科圣地发布似乎关于约50名奇博克女生的视频，其中有些怀抱婴儿。持枪的蒙面发言人要求释放在押战士，以交换女孩。蒙面枪手表示一些女生已被尼日利亚的空袭杀害，有40人已成婚。影片显然是在博科圣地派系领导人之一阿布巴卡尔·谢考的指示下发布的。
10月13日，尼日利亞政府宣佈，經過由國際紅十字會和瑞士政府充當中間人的談判後，博科聖地釋放21名被綁架的奇博克女生。
11月5日，尼日利亞軍隊在博爾諾州發現另一名奇博克女生，她當時身邊有一名嬰兒。

### 2017年及以后
2017年1月，尼日利亞軍隊找到另一名女生，她當時身邊有一名6個月大嬰兒。直至此時尚有195名奇博克女生下落不明。
2017年5月6日，博科聖地釋放82名奇博克女生，以換取政府釋放一些被捕的該組織成員。另外綁架者在2016年10月和本次釋放中，共收到300萬歐元贖金。一名官員表示2017年5月原定有83名女生獲釋，但其中一人選擇留在其丈夫身邊。
2018年1月4日，尼日利亞軍方宣佈在博爾諾州成功救出另一名女生。
2018年2月，尼日利亞的法院判處Haruna Yahaya入獄15年，是首次有博科聖地成員因為參與奇博克事件而被法院判刑。2018年7月，另一名涉案者Banzana Yusuf被判入獄20年。
2021年1月，數名女生成功逃脫。2021年7月底，1名女生連同其丈夫向軍方自首。8月14日，博爾諾州州長表示另一名女孩已重獲自由，州長辦公室表示她是向軍方自首。

## 反应

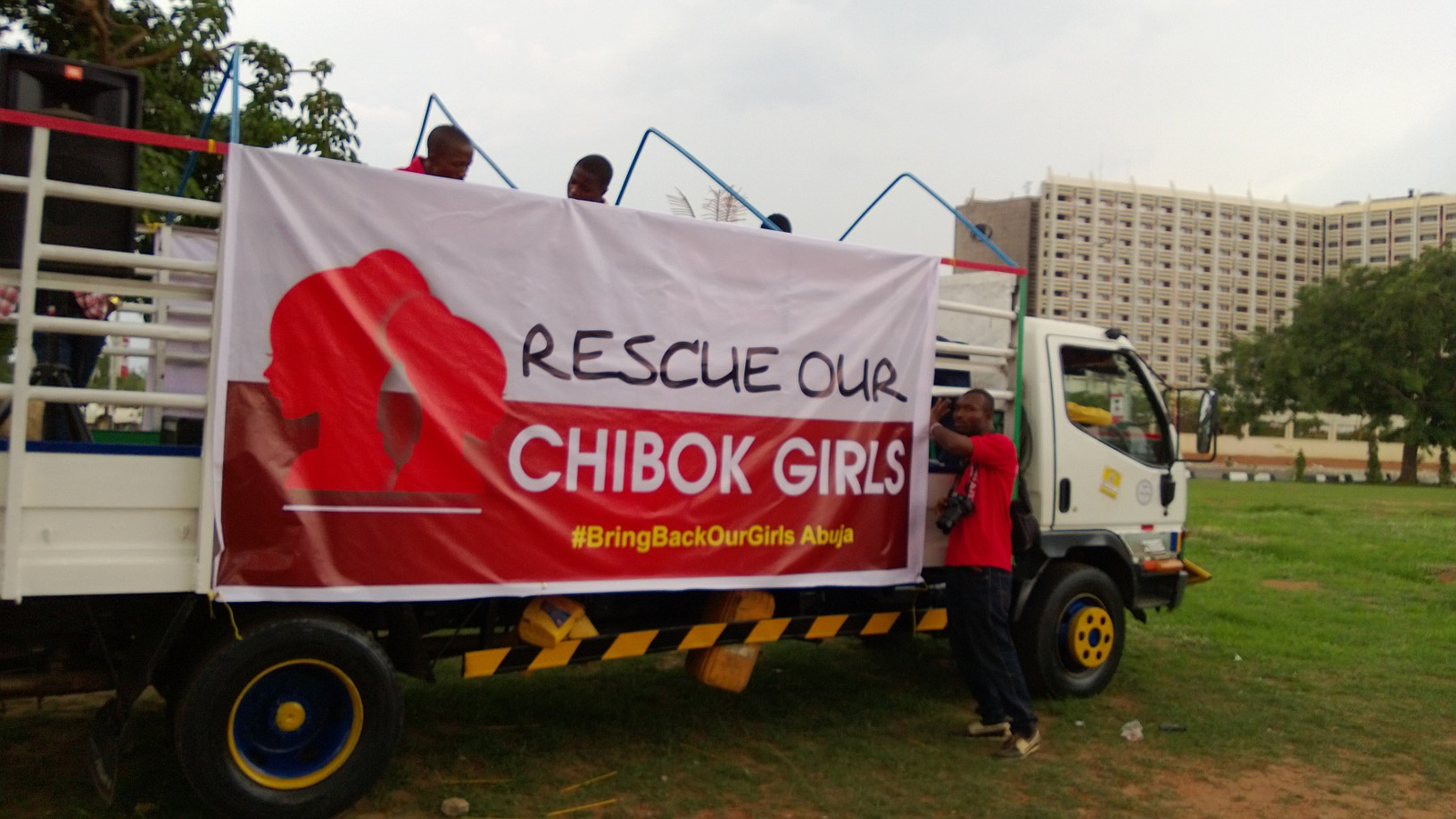
尼日利亚街头一辆宣传“把我们的女孩带回来”标签的卡车

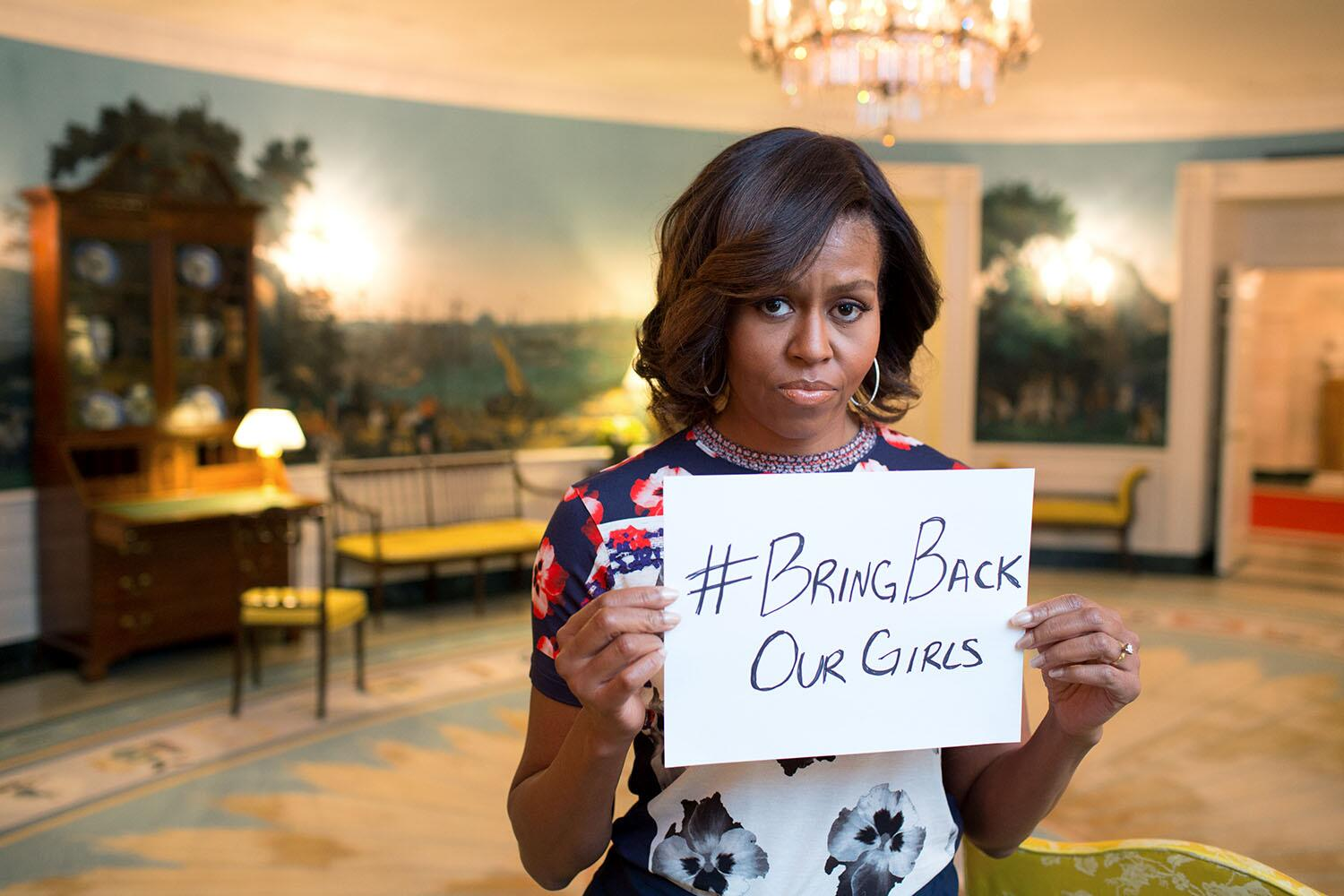
美国第一夫人米歇尔·奥巴马手持“把我们的女孩带回来”标语的照片被上传至她推特账号。

事发后，尽管被告知太过危险，州长卡西姆·谢蒂马还是要求参观奇博克。4月21日，军方联合义务警员和志愿者，在尼日利亚和喀麦隆边境附近的森林展看搜索工作。联合国秘书长潘基文、联合国儿童基金会与前尼日利亚军方统帅穆罕默杜·布哈里谴责此次绑架。联合国安理会亦谴责此次袭击，并警告称要针对博科圣地武装分子绑架女孩采取行动。
家长和其他人通过社交媒体抱怨政府感应缓慢，反应不充分。这一消息引发国际对博科圣地和尼日利亚政府的公愤。4月30日和5月1日，尼日利亚多个城市爆发示威，要求尼日利亚政府采取更多行动。然而，大多数家长害怕他们的女儿会遇到针对性的报复，不敢公开谈论。5月3日和4日，包括洛杉矶和伦敦等西方国家主要城市举行示威活动。尼日利亚首都阿布贾一名律师发起的主题标签#BringBackOurGirls（带我们的女孩回来）登上Twitter全球趋势榜，该报道在国际快速传播，一时间成为Twitter最多推文的话题。5月11日，话题获得230万条推文，到2016年被转发610万次。一名协助组织抗议的女性被警方拘留，明显是因为尼日利亚第一夫人裴纯丝·乔纳森觉得女性代替受害者的母亲亮相会议是件轻蔑的事。该名女子不久后获释。有报道称，第一夫人提出一些由博科圣地支持者伪造的绑架报告，进一步激怒了示威者。数个在线请愿被发起，迫使尼日利亚政府针对绑架事件采取行动。4月30日，数百人在国会游行，要求采取打击绑匪的政府和军方行动。
尼日利亚穆斯林学生会主席呼吁穆斯林绝食并祷告，以“在这种不稳定的时候寻求安拉的干预”。苏丹索科托萨阿德·阿布巴卡尔也呼吁信众祈祷，并加大力度营救学生。5月9日，卡西姆·谢蒂马呼吁所有穆斯林和基督徒加入“祈祷绝食三天”的行列。同日，喀麦隆穆斯林呼吁同教弟兄如遇到有人表示可提供奇博克女孩嫁給他們時，應予拒絕。当天，沙特阿拉伯大穆夫提谢赫·阿卜杜勒齐玆·谢赫与穆斯林世界其他宗教领袖称博科圣地的误导和意图抹黑了伊斯兰的名字。他表示，伊斯兰教反对绑架，而娶被绑女生是不被允许的。
绑架事件规模史无前例，让前美国驻尼日利亚大使约翰·坎贝尔（John Campbell）惊叹博科圣地的实力“似乎越来越强。政府为公民提供安全保障的能力似乎在下降。”而大西洋理事会非洲中心主任J·彼得·范（J. Peter Pham）认为：“政府連提供一個清晰的數字也做不到，進一步令人覺得存在系统性的政府失效。”《经济学人》“给总统古德勒克·乔纳森打上不称职的标签”，表示“不能再靠乔纳森和尼军方保护尼日利亚人的安全”，并表示“尼日利亚政府处理绑架事件时最糟糕的地方在于似乎冷漠对待女孩家人的困境。乔纳森在事發超過兩個星期後始在公开場合就事件發表講話。”乔纳森后来表示他初時保持沉默是因為不想透露過多細節，以免對营救女孩的行动造成不利。他还花120万美元聘请公关公司利维克提高他处理危机的公众形象。
7月23日和7月24日，世界各地举办了纪念绑架事件发生100天的守夜和抗议活动，包括尼日利亚、巴基斯坦、印度、孟加拉国、多哥、英国、美国、加拿大和葡萄牙。
10月27日，人权观察组织发表报告称：“他们的发言表明尼日利亚政府未能充分保护妇女和女同免受无数的虐待、在被俘后为她们提供有效的支持和心理健康和医疗、保障学校安全或调查并起诉为虐待案负责的人士。”
截至2015年1月5日，带我们的女孩回来示威者在阿布贾统一喷泉的日常集会仍在继续，但警方努力压制群众。
2015年4月13日，数百名用红胶布封住嘴的抗议者沉默步行穿越阿布贾，纪念博科圣地绑架女孩一周年。
5月29日，尼日利亚总统穆罕默杜·布哈里在他的就职全国演说中表示，“在救出奇博克女生以及其他被叛乱份子胁持为人质的无辜群众前，不能称已击败博科圣地。政府会儘其所能使他们活着獲救。”
6月12日，布哈里总统宣誓就职过后仅两个星期，他携夫人艾莎·穆罕穆杜·布哈里、副总统夫人多拉普·奥辛巴乔（Dolapo Osinbajo）与被绑奇博克女生的部分母亲会面，而布哈里夫人希望会议能久一点。
10月1日，尼日利亚军方表示不会急于营救被绑的女生。阿布贾军事总部国防信息局代理主任拉贝·阿布巴卡尔上校（Col. Rabe Abubakar）在上周四的新闻发布会上指出，尽管军方最为关心营救女孩，但行动需要足够的耐心和规划。
12月，总统指出愿意无任何先决条件与博科圣地谈判释放奇博克女生。
奇博克女生被绑的第600天，尼日利亚侨民安全论坛（Nigeria Diaspora Security Forum）的英国尼日利亚专家呼吁尼日利亚联邦政府在总统穆罕穆杜·布哈里设立专门负责寻找女孩的特别工作组。

## 国际反应
- 加拿大：总理史蒂芬·哈珀承认加拿大已加入释放女学生的国际力量，但参与的程度和持续时间等详细信息已加密[116]。
- 中华人民共和国：表示打算利用“其卫星和情报部门获取任何有用信息[117]。”
- 欧洲联盟：7月17日通过决议，“呼吁立即无条件释放被绑的女学生[118]。”
- 法國：派出特别小组[117]。法国总统弗朗索瓦·奥朗德还提出在巴黎与尼日利亚及其邻国举行峰会，以解决这一问题[42]。
- 以色列：2014年5月11日，总理本雅明·内塔尼亚胡向尼日利亚总统提供定位失踪学生的协助。他表示：“对姑娘们犯下的罪行让以色列深表震惊。我们愿意协助寻找姑娘，打击困扰贵方的恐怖势力[119]。”据以色列一名不愿透露姓名的官员，总理后来派了一队情报专家前往尼日利亚。小队囊括了处理人质困境经验丰富的人士，但他表示他们“不属于行动部队，只负责在那儿提供建议[120]。”消息人士透露，美国与以色列一项联合行动出于电子战和侦查目的改装的C-12休伦侦察机已投入使用，“寻找女孩或许是决定性的证明”[121]。
- 英国：同意派遣专家前往尼日利亚协助寻找学生。从外交部、国际发展部和国防部等各个政府部门抽调的英国专家将侧重于向地方当局提供规划、协同和建议[122]。皇家空军哨兵R1侦察机（英语：Raytheon Sentinel）已部署到加纳协助搜索[123]。
- 美国：同意派专家到尼日利亚协助寻找学生。美国团队由军人和执法人员组成，精通“情报、调查、人质谈判、信息共享和受害者援助。”美国不考虑派遣军队[122]。尼日利亚前副总统阿提库·阿布巴卡尔（英语：Atiku Abubakar）和北方州长论坛主席巴班吉达·阿利尤（英语：Babangida Aliyu）“欢迎美国政府提供军事协助[124][125]。”5月12日，美国非洲司令部16名军方人员加入搜救行动[126]。5月22日，国防部于邻国乍得部署无人航空载具和80名空军人员。乍得被选定为情报、监视、侦查和侦察飞行基地，因为它通往尼日利亚北部[127]。